# الفصل الأخير
الفصل الأخير هي رواية للكاتبة المغربية ليلى أبوزيد الحائزة على جائزة كتارا للرواية العربية، ألّفته عام 1999 وصدر عن المركز الثقافي العربي سنة 2005، في نحو 175 صفحة. تكشف الرواية عن مسار حياة البطلة عائشة أبو العزم، وهي شابة مغربية تعايش التحولات التي شهدها المجتمع بين ستينيات وتسعينيات القرن العشرين، متنقلة بين محطات التعليم والعمل وتجاربها الشخصية، ضمن إطار اجتماعي وثقافي وسياسي متقلب.

## المحتوى
في رواية «الفصل الأخير» تروي عائشة مقتطفات من حياتها بصوتها، في سرد غير مرتب زمنيًا، يهدف إلى التعبير عن أفكار وانتقادات للمجتمع. في الجزء الأخير، يظهر راوٍ آخر ليكشف أحداثًا لم تكن البطلة على علم بها. يتركز الحكي حول سبب عدم زواج عائشة، مع عرض مواقف متفرقة من حياتها.
تنتقد الرواية مظاهر الفساد الإداري الذي اكتشفته عائشة في عملها، حيث تُمنح المناصب بناءً على العلاقات والنفوذ، كما في حالة مديرها الذي أساء استخدام موارد المؤسسة، واستغل منصبه لأغراض شخصية، وتحرش بالموظفات، ورغم ذلك تمت ترقيته حتى أصبح وزيرًا. ترى البطلة أن الاستغلال الذي عرفه المغرب زمن الاستعمار استمر بعد الاستقلال على يد بعض أبنائه، وتنتقد أيضًا اندفاع الناس نحو الهجرة، مستشهدة بتجربة أحد معارفها الذي خسر جهده وماله في الغربة بسبب التمييز.
كما تتناول الرواية موضوع السحر والشعوذة، حيث تُظهر البطلة موقفًا متناقضًا؛ فهي تنتقد هذه الممارسات لكنها تؤمن بتأثيرها، وتربط بين فشلها في الزواج وتعرضها لسحر قوي. في النهاية، يتضح أن هذا السحر دبّره رجلان رغبا في التأثير على حياتها، ما يعكس صراعًا بين خلفيتها التعليمية الحديثة وتمسكها بمعتقدات موروثة تعتبر السحر جزءًا من الهوية المحلية.

## الشخصيات الرئيسية
1. عائشة: البطلة الرئيسة، طالبة متفوقة تلتحق بالجامعة وتتخرج لتعمل في مؤسسة حكومية. رغم نجاحها الدراسي والمهني، تبقى خاضعة لسلطة والدها الذي يفرض عليها قراراته. لا تتزوج، ومع تقدم عمرها تكتشف في محاولاتها الفاشلة للارتباط أن الرجال الذين تعاملت معهم يتصفون بالمراوغة وعدم احترام المرأة، ويميلون إلى التعدد أو إقامة علاقات مع أجنبيات خارج إطار الزواج.
2. زميلة عائشة في البكالوريا: شخصية تظهر قرب نهاية الرواية، تروي قصتها بصوتها. بعد إنهاء البكالوريا، تزوجت شيخًا متدينًا وأنجبت منه أطفالًا، وعاشت معه ومع والدته حياة مليئة بالتعاسة والبؤس، فقدت خلالها احترامها لذاتها. لاحقًا، اكتشفت أن زوجها ووالدته يمارسان السحر عليها لتبقى في وضع الخضوع والخدمة. بعد فشل محاولات العلاج النفسي، نصحها الطبيب باللجوء إلى السحرة. ومن خلال قصتها، يتضح للقارئ أمر لم تكن عائشة تعلمه، وهو أنها تعرضت هي الأخرى للسحر من قبل رجلين أحباها؛ أحدهما أراد أن تبادله الحب، والآخر أراد أن يحرمها من الزواج، ونفذ هذا السحر زوج زميلتها القديمة.

## القضايا
تطرح رواية «الفصل الأخير» مجموعة من القضايا الاجتماعية والفكرية التي تكشف من خلالها الكاتبة عن جوانب من الواقع المغربي في فترات ما بعد الاستقلال:
- الفساد الإداري والتحرش: تبرز الرواية آليات الفساد داخل المؤسسات، حيث تُمنح المناصب وفق الولاء والعلاقات الشخصية لا الكفاءة. ويجسد مدير المؤسسة التي تعمل بها عائشة هذا الواقع، إذ يستغل موارد العمل لمصالحه الخاصة، ويختلس ممتلكات المؤسسة، ويتحرش بالموظفات، ورغم سلوكه هذا، يحصل على ترقيات حتى يصل إلى منصب وزير عبر حزبه السياسي. ترى البطلة أن هذا النمط من الاستغلال هو امتداد لما شهده المغرب في فترة الاستعمار، لكنه هذه المرة صادر عن بعض أبنائه.
- الهجرة: تنتقد الرواية التوجه الكبير نحو الهجرة، معتبرة أن هذا الخيار لا يضمن حياة أفضل بالضرورة. وتستشهد بقصة أحد معارف البطلة الذي هاجر إلى الولايات المتحدة أملاً في النجاح، لكنه واجه التمييز وخسر سنوات طويلة من العمل وأمواله.
- السحر والشعوذة: تهاجم الرواية انتشار السحر في المجتمع، لكنها تكشف في الوقت نفسه عن تناقض البطلة التي تؤمن بتأثيره، حيث تربط بين عدم زواجها وبين تعرضها لسحر قوي تعتقد أنه لا يقدر عليه سوى المغاربة. وتكشف الأحداث أن رجلين أرادا التأثير على حياتها استعانا بساحر لتحقيق ذلك، ما يعكس صراعًا داخليًا بين الفكر العقلاني المستمد من التعليم العصري، والتمسك بالمعتقدات الموروثة.
- وضع المرأة المتعلمة: تسلط الرواية الضوء على النظرة الدونية التي واجهتها الفتيات اللواتي أكملن تعليمهن في ستينيات القرن الماضي، رغم تفوقهن الدراسي، في ظل أحكام مسبقة وتقاليد تحد من أدوارهن.
- إرث الاستعمار في التعليم: تكشف الكاتبة عن أثر السياسات الاستعمارية على النظام التعليمي، إذ أدى الإهمال المتعمد للتعليم إلى هيمنة اللغة الفرنسية على حساب العربية، ما أضعف إتقان الأخيرة وأثر في الهوية اللغوية والثقافية.

## الاقتباسات
عن الاستعمار:
"وهناك ظاهرة أخرى لتأخر مجتمعنا، فقد بلغ إعجاب المغاربة ببطولة المجِـ اهدين ضد الغزاة الإسبان والبرتغاليين والإنجليز أن أصبحت أضرحتهم مقصدا للمواطنين وأصبحت تقام لهم احتفالات سنوية ط".

عن المجتمع: 
"كما يقول المتنبي. أنا لا أقول إن هناك مجتمعا ذكوريا شريرا ومجتمعا أنثويا طيبا، بل على العكس ولنقلها صراحة : إذا كان للمرأة من عدو فهو المرأة وهذا ما أدركته منذ صف البكالوريا ذاك. كنا فيه اثنتين من اثنين وأربعين سعة الصفوف في بلادنا معروفة كسعة حافلة الدرجة الثانية في القطارات التي تربط بين المدن الأخرى، ها أنا أسميها الأخرى ولكن مهلا بيني وبينها تعاضد فرضته المواجهة وتعاون جاءت به تاء التأنيث ومعاشرة صرف".
عن اللغة:
"كنتُ في مدرسة خاصة في الرباط حيث كانت اللغتان العربية والفرنسية لغتَي التدريس. كرهتُ القراءة بالفرنسية فنفرتُ منها لحدّ عدم استخدامها إلّا داخل الفصل الدراسي. ثبتَ أنَّ هذا الموقف المبكر ضد لغة المستعمر كان جيدًا، حيث منعني من أن أُصبح أحد الكتاب المغاربيين في فترة ما بعد الاستعمار [شمال إفريقيا] الذين ينتجون الأدب الوطني بلغة أجنبية. قد يُفسِّر نفوري الشديد من الفرنسية سبب تحولي إلى اللغة الإنجليزية كوسيلة للتواصل مع الغرب!".